# Chambellay
Chambellay is een gemeente in het Franse departement Maine-et-Loire (regio Pays de la Loire) en telt 299 inwoners (2005). De plaats maakt deel uit van het arrondissement Segré.

## Geografie
De oppervlakte van Chambellay bedraagt 12,8 km², de bevolkingsdichtheid is 23,4 inwoners per km².

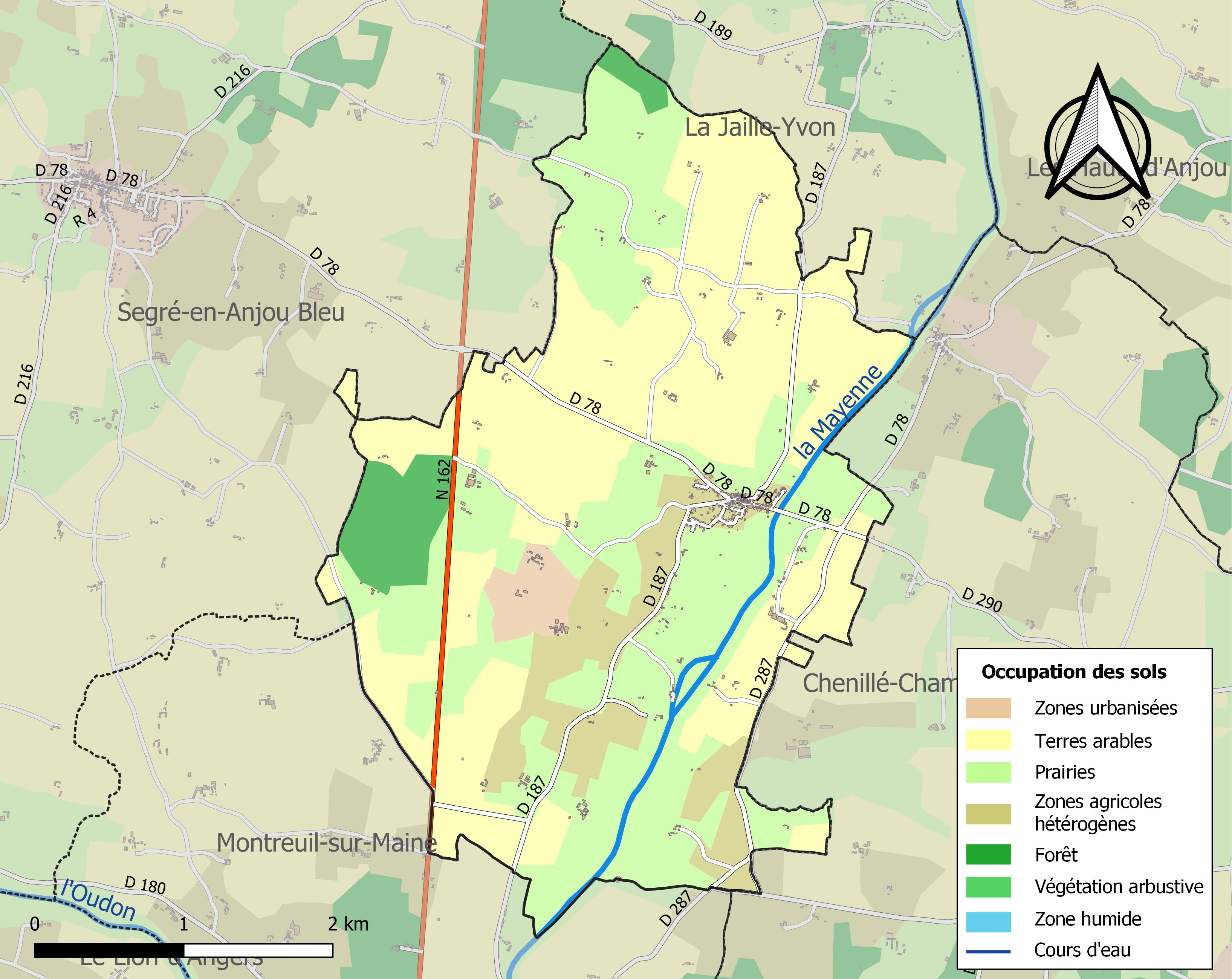
Kaart van de gemeente met de belangrijkste infrastructuur, bodemgebruik en omliggende gemeenten

## Demografie
Onderstaande figuur toont het verloop van het inwonertal (bron: INSEE-tellingen).